# International Amphitheatre

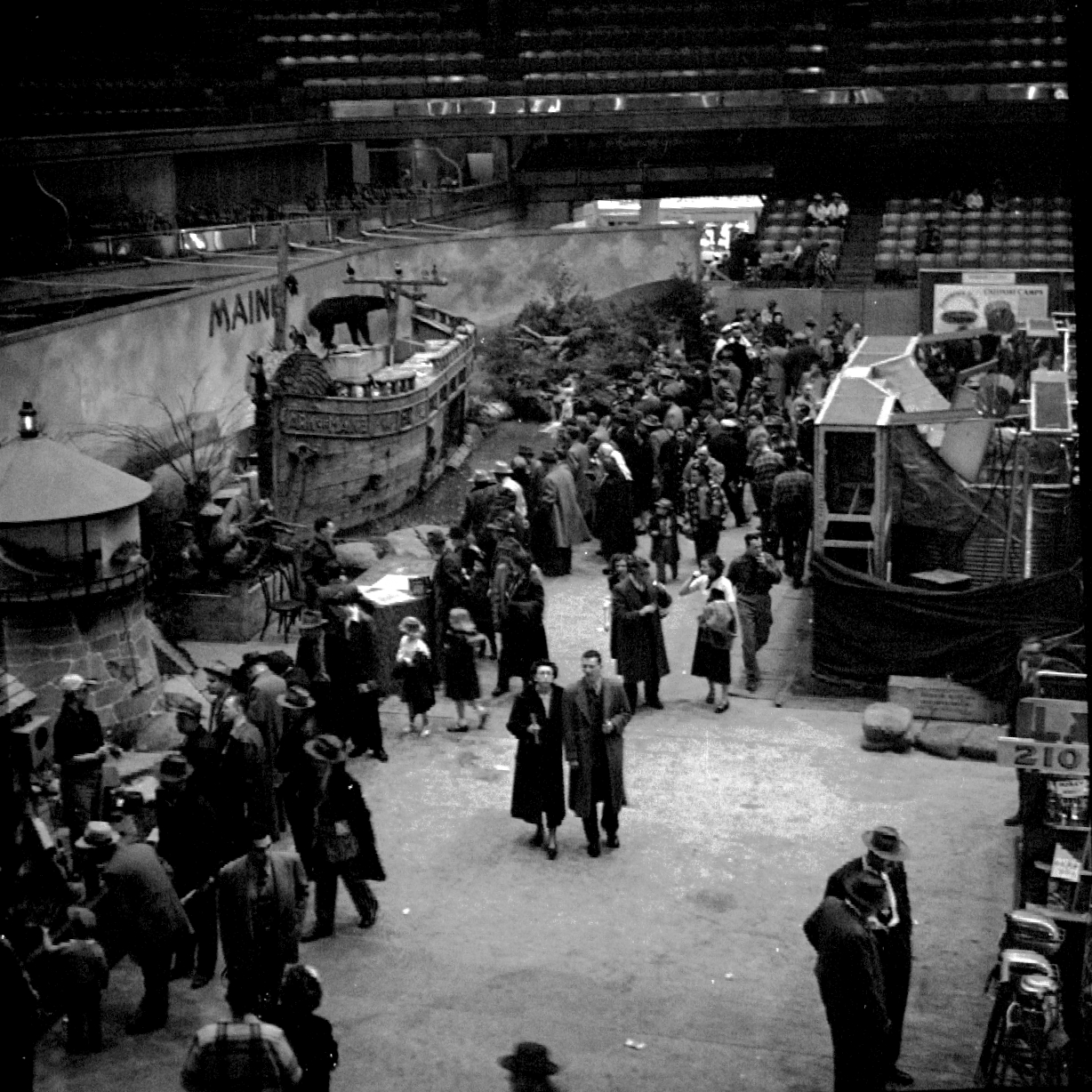
L'International Amphitheatre de Chicago en 1948.

L'International Amphitheatre était une salle omnisports située à Chicago. L'équipe de basket-ball professionnelle des Bulls de Chicago y jouait des matchs. 
Elle  a accueilli les six jours de Chicago.
L'amphithéâtre a accueilli plusieurs conventions nationales:
- Convention nationale républicaine de 1952
- Convention nationale démocrate de 1952
- Convention nationale démocrate de 1956
- Convention nationale républicaine de 1960
- Convention nationale démocrate de 1968

L'amphithéâtre a aussi accueilli en novembre 1978 le groupe de hard rock anglais UFO.
Plusieurs des chansons de leur album live "Strangers in the night" issu de leur tournée américaine ont d'ailleurs été enregistrées dans cette salle.

## Images externes
(en) Chicago Tribune, « Chicago's cycling craze » (consulté le 19 août 2016)